# Sierściomysz
Sierściomysz (Dasymys) – rodzaj ssaków z podrodziny myszy (Murinae) w obrębie rodziny myszowatych (Muridae).

## Rozmieszczenie geograficzne
Rodzaj obejmuje gatunki występujące w Afryce.

## Morfologia
Długość ciała (bez ogona) 112–205 mm, długość ogona 93–186 mm, długość ucha 17–24 mm, długość tylnej stopy 22–45 mm; masa ciała 45–218 g.

## Systematyka
Rodzaj zdefiniował w 1875 roku niemiecki zoolog Wilhelm Peters w artykule zatytułowanym O Dasymys, nowym rodzaju myszowych gryzoni z Południowej Afryki, opublikowanym w czasopiśmie „Monatsberichte der Königlichen Preussische Akademie des Wissenschaften zu Berlin”. Gatunkiem typowym jest (oznaczenie monotypowe) sierściomysz afrykańska (D. incomtus).

### Etymologia
Dasymys (Dasmys): gr. δασυς dasus ‘włochaty’; μυς mus, μυος muos ‘mysz’.

### Podział systematyczny
Do rodzaju należą następujące gatunki:
| Grafika | Gatunek              | Autor i rok opisu                                                    | Nazwa zwyczajowa          | Podgatunki         | Rozmieszczenie geograficzne | Podstawowe wymiary                                  | Status IUCN |
| ------- | -------------------- | -------------------------------------------------------------------- | ------------------------- | ------------------ | --- | --------------------------------------------------- | ----------- |
|         | Dasymys capensis     | Roberts, 1936                                                        | sierściomysz przylądkowa  | gatunek monotypowy | endemit Południowej Afryki: kilka izolowanych miejsc w Prowincji Przylądkowej Zachodniej                                                                                                | DC: około 15,3 cm DO: około 13,2 cm MC: około 111 g | NE          |
|         | Dasymys incomtus     | (Sundevall, 1847)                                                    | sierściomysz afrykańska   | gatunek monotypowy | większość Afryki Środkowej (Gambia, Kongo, Demokratyczna Republika Konga, Angola, Zambia, Malawi i Mozambik) oraz południowo-zachodnie Zimbabwe, wschodnia Południowa Afryka i Eswatini | DC: 13,7–19,2 cm DO: 11,9–16 cm MC: 103–218 g       | LC          |
|         | Dasymys foxi         | O. Thomas, 1912                                                      | sierściomysz zalewowa     | gatunek monotypowy | endemit Nigerii: środkowa część wyżyny Dżos | DC: około 15,2 cm DO: około 13,4 cm MC: około 117 g | DD          |
|         | Dasymys robertsi     | Mullin, P.J. Taylor & Pillay, 2004                                   | sierściomysz transwalska  | gatunek monotypowy | północno-wschodnie Zimbabwe, skrajnie wschodnia Botswana i północno-wschodnia Południowa Afryka                                                                                         | DC: około 14,9 cm DO: około 12,8 cm MC: około 90 g  | NE          |
|         | Dasymys medius       | O. Thomas, 1906                                                      | sierściomysz średnia      | gatunek monotypowy | góry Wielkiego Rowu Zachodniego i Wschodniego; zakres wysokości: do 2600 m n.p.m. | DC: około 15 cm DO: około 13,4 cm MC: około 107 g   | NE          |
|         | Dasymys rufulus      | G.S. Miller, 1900                                                    | sierściomysz rudawa       | gatunek monotypowy | Afryka Zachodnia od Senegalu na wschód do Nigerii | DC: 13–17 cm DO: 12–16 cm MC: 45–125 g              | LC          |
|         | Dasymys alleni       | B. Lawrence & Loveridge, 1953                                        | sierściomysz rękawiczkowa | gatunek monotypowy | endemit Tanzanii: zachodnia krawędź Wielkiego Rowu Zachodniego i góry Wielkiego Rowu Południowego                                                                                       | DC: 11,2–17,9 cm DO: 10,3–14 cm MC: 48–135 g        | NE          |
|         | Dasymys rwandae      | W.N. Verheyen, Hulselmans, Dierckx, Colyn, Leirs & E. Verheyen, 2003 | sierściomysz rwandyjska   | gatunek monotypowy | endemit Rwandy: Kinigi i sąsiadujące obszary (wulkany Wirunga) | DC: około 12,2 cm DO: około 11,1 cm MC: około 77 g  | NE          |
|         | Dasymys sua          | W.N. Verheyen, Hulselmans, Dierckx, Colyn, Leirs & E. Verheyen, 2003 | sierściomysz tanzańska    | gatunek monotypowy | endemit Tanzanii: kilka miejsc w górach Uluguru | DC: około 14,1 cm DO: około 12,8 cm MC: około 78 g  | NE          |
|         | Dasymys griseifrons  | Osgood, 1836                                                         | sierściomysz etiopska     | gatunek monotypowy | endemit Etiopii: w pobliżu jezior Tana i Jigga | DC: około 16,6 cm DO: około 13,5 cm MC: brak danych | NE          |
|         | Dasymys montanus     | O. Thomas, 1906                                                      | sierściomysz górska       | gatunek monotypowy | endemit Tanzanii: góry Ruwenzori; zakres wysokości: powyżej 2600 m n.p.m. | DC: 13,2–15,6 cm DO: 9,3–11,5 cm MC: 69–100 g       | EN          |
|         | Dasymys nudipes      | (W. Peters, 1870)                                                    | sierściomysz gołonoga     | gatunek monotypowy | endemit Angoli: wyżyna Bije | DC: 15,2–20 cm DO: 14–18,6 cm MC: 102–164 g         | DD          |
|         | Dasymys cabrali      | W.N. Verheyen, Hulselmans, Dierckx, Colyn, Leirs & E. Verheyen, 2003 | sierściomysz błotna       | gatunek monotypowy | południowo-wschodnia Angola, północno-wschodnia Namibia i północno-zachodnia Botswana                                                                                                   | DC: około 16,3 cm DO: około 15,3 cm MC: około 119 g | NE          |
|         | Dasymys longipilosus | Eisentraut, 1963                                                     | sierściomysz kameruńska   | gatunek monotypowy | endemit Kamerunu: wulkan Kamerun; zakres wysokości: powyżej 2000 m n.p.m. | DC: około 15,8 cm DO: około 13 cm MC: brak danych   | NE          |

Kategorie IUCN:  LC  – gatunek najmniejszej troski,  EN  – gatunek zagrożony,  DD  – gatunki o nieokreślonym stopniu zagrożenia;  NE  – gatunki niepoddane jeszcze ocenie.